# Модріс (фільм)
«Модріс» (латис. Modris) — латвійський драматичний фільм, знятий дебютантом Юрісом Курсіетісом. Світова прем'єра стрічки відбулась 9 вересня 2014 року в секції «Сучасне світове кіно» міжнародного кінофестивалю в Торонто.
Фільм був висунутий Латвією на премію «Оскар» за «найкращий фільм іноземною мовою».

## У ролях
- Резія Калниня — мати
- Крістерс Пікса — Модріс

## Визнання
| Нагороди та номінації фільму «Модріс» | Нагороди та номінації фільму «Модріс»                                 | Нагороди та номінації фільму «Модріс»       | Нагороди та номінації фільму «Модріс» | Нагороди та номінації фільму «Модріс» | Нагороди та номінації фільму «Модріс» |
| Рік                                   | Нагорода                                                              | Категорія                                   | Номінант                              | Результат                             |                                       |
| ------------------------------------- | --------------------------------------------------------------------- | ------------------------------------------- | ------------------------------------- | ------------------------------------- | ------------------------------------- |
| 2014                                  | Варшавський міжнародний кінофестиваль                                 | Найкращий фільм                             | «Модріс»                              | Номінація                             |                                       |
| 2014                                  | Тбіліський міжнародний кінофестиваль                                  | «Срібний Прометей» за найкращого режисера   | Юріс Курсіетіс                        | Перемога                              |                                       |
| 2014                                  | Міжнародний кінофестиваль у Торонто                                   | Найкращий фільм («Майстри»)                 | «Модріс»                              | Номінація                             |                                       |
| 2014                                  | Сан-Себастьянський міжнародний кінофестиваль                          | Найкращий новий режисер — Спеціальна згадка | Юріс Курсіетіс                        | Перемога                              |                                       |
| 2014                                  | Латвійський національний кінофестиваль                                | Найкращий фільм                             | «Модріс»                              | Номінація                             |                                       |
| 2014                                  | Латвійський національний кінофестиваль                                | Найкращий режисер                           | Юріс Курсіетіс                        | Номінація                             |                                       |
| 2014                                  | Латвійський національний кінофестиваль                                | Найкраща чоловіча роль                      | Крістерс Пікса                        | Номінація                             |                                       |
| 2014                                  | Латвійський національний кінофестиваль                                | Найкраща чоловіча роль другого плану        | Янусс Йогансонс                       | Номінація                             |                                       |
| 2014                                  | Латвійський національний кінофестиваль                                | Найкраща жіноча роль другого плану          | Резія Калниня                         | Перемога                              |                                       |
| 2014                                  | Латвійський національний кінофестиваль                                | Найкращий грим                              | «Модріс»                              | Номінація                             |                                       |
| 2014                                  | Латвійський національний кінофестиваль                                | Найкращий дебютний фільм                    | «Модріс»                              | Перемога                              |                                       |
| 2015                                  | Грецька кінопремія                                                    | Найкращий монтаж                            | Йоргос Мавропсарідіс                  | Номінація                             |                                       |
| 2015                                  | Грецька кінопремія                                                    | Найкращий режисер дебютного фільму          | Юріс Курсіетіс                        | Номінація                             |                                       |
| 2015                                  | Відкритий кінофестиваль країн СНД, Латвії, Литви та Естонії «Кіношок» | Найкращий режисер                           | Юріс Курсіетіс                        | Перемога                              |                                       |